# 莫揚巴
莫揚巴是西非國家塞拉利昂的城鎮，也是莫揚巴區的首府，位於首都弗里敦東南約100公里，鎮上有醫院、警察局和政府辦公大樓，2004年人口11,485。